# Diss
Diss è un paese di 6 742 abitanti della contea del Norfolk, in Inghilterra.